# Airbus CC-150 Polaris
Airbus CC-150 Polaris — літак-заправник створений на базі літака Airbus A310 MRTT.

## Тактико-технічні характеристики
- Екіпаж: 2
- Пасажиромісткість: 194
- Довжина: 48,36 м
- Висота: 12,04 м
- Розмах крила: 15,8 м
- Площа крила: 272,4 м ²
- Нормальна злітна маса: 157000 кг
- Двигун: 2 × ТВРД General Electric CF6-80C2A2

## Схожі літаки
- Airbus A310
- Airbus A310 MRTT